# Notopygus flavicornis
Notopygus flavicornis là một loài tò vò trong họ Ichneumonidae.